# Rotaria rotatoria
Rotaria rotatoria is een soort in de taxonomische indeling van de raderdieren (Rotifera). 
Het dier behoort tot het geslacht Rotaria en behoort tot de familie Philodinidae. De wetenschappelijke naam van de soort werd voor het eerst geldig gepubliceerd in 1766 door Pallas.